# Ланшот-Гомпа
Ланшот-Гомпа — гелугпинский буддийский монастырь в Занскаре,  Ладакх, северная Индия. Джанчуб Тенсунг Дордже центр был основан в Ланшоте Кьябдже Дагом Ринпоче.

## Описание
В монастыре живёт 60 монахов, монастырь на поти от Занскара к Ламаюру. Его обслуживают соседние деревни с точно таким же именем.
Отмеченный на старейшей сохранившейся карте 'Лингшот' в четырёх переходах от Кхалатсе. Здесь жили два сына Лхачена Бхагана (la chen bha gan) (ок. 1470—1500 нэ), третьего царя второй западно-тибетской династии. Лхачен Лхадбан Намгьял (Lha-chen-Lha-dbaṅ-rnam-rgyal) (ок. 1500—1532), ослепил своего старшего брата в вступил на престол. «Тем не менее, для продолжения рода, он поселил его, вместе с его женой у Liṅ-sñed» , где его жена родила трёх сыновей.